# Claire Parin
Claire Parin, née le 15 août 1950 à Vincennes, est une architecte-urbaniste et enseignante-chercheuse française. Elle est professeur émérite à l'École nationale supérieure d'architecture et de paysage de Bordeaux (ENSAP) depuis 1991.

## Biographie
Claire Parin est titulaire d'une maîtrise d'urbanisme de l’université Paris VIII en 1973 et d'un master en urbanismes de l'université de Pennsylvanie en 1975,. Elle a soutenu une thèse en urbanisme intitulée L'articulation des échelles de l'espace et du temps dans la conception urbanistique contemporaine en 1997 à l'Université Paris VIII, sous la direction de Françoise Choay.
En septembre 2021, Claire Parin est citée dans une exposition consacrée aux écoles d'architecture de Bordeaux au XXe et XXIe siècles.
Claire Parin est membre de différentes instances nationales, comme le comité experts du Haut Conseil de l’évaluation de la recherche et de l’enseignement supérieur (Hcérés).

## Distinctions honorifiques
- 2018 : médaille de l’Académie d’architecture pour l’enseignement et la recherche en 2018[6][source insuffisante].
- 2016 : chevalier de la Légion d'Honneur[7]
- Chevalier des Arts et lettres[réf. nécessaire]